# 米爾內 (赫梅利尼茨基州)
49°58′59″N 26°41′20″E / 49.98306°N 26.68889°E
米爾內（烏克蘭語：Мирне）是烏克蘭西部的村莊，由赫梅利尼茨基州舍佩蒂夫卡區的薩赫尼夫齊市鎮負責管轄。該村面積0.47平方公里，海拔高度283米，2001年人口132，人口密度每平方公里280.9人。